# Ионава
Ионава, также — Йонава́ (лит. Jonava) — город в Литве, административный центр Ионавского района.

## Название
Поселение Янов названо от имени Ян сына его основательницы. Название местечка Ковенской губернии до 1915 года — Янов.

## История
Начало городу положено в XVIII веке, когда вдова Доминика Коссаковского Мария Коссаковская построила в своём поместье деревянный костёл. Король Август III в 1750 году подписал привилегию Марии Коссаковской, позволявшей основать местечко с рынком и поселить в нём свободных людей различного исповедания.
В 1835 году проведён почтовый тракт Санкт-Петербург — Варшава, в городе построена почтовая станция, а в 1838 году проведена линия оптического телеграфа. В 1871 году построена железная дорога Либава — Кошедары (ныне Кайшядорис), железнодорожная станция.
В Ионаве родился и провёл детство поэт Алексис Хургинас.
В начале Великой Отечественной войны эти территории защищала от агрессии Германии 11-я армия РККА ВС Союза ССР.

## География
Город расположен на правом берегу реки Нярис (Вилия) в 106 километрах к северо-западу от Вильнюса и в 32 км к северо-востоку от Каунаса. В 6 км от города находится деревня Парижюс.

## Герб
Герб Ионавы с изображением белого лебедя утверждён в 1996 году декретом президента Литвы.
- Герб города Ионава, на почтовой марке из серии «Города Литвы», Почта Литвы, 2010 год.

## Торговля и сфера услуг
В Ионаве работают три магазина сети Maxima в формате магазин у дома Maxima X, три супермаркета IKI, один дискаунтера Cento, два супермаркета-дискаунтера Norfa, один дискаунтер Supernetto.

## Транспорт
Через Йонаву проходит железнодорожная магистраль Вильнюс – Клайпеда, которая входит в международный транспортный коридор № 9, соединяющий порт в Клайпеде (главный логистический центр Литвы, годовой грузооборот 40 млн тонн) с Россией, Беларусью и Украиной. Крупнейший в Литве железнодорожный мост в Йонаве является безальтернативным транспортным переходом через реку Вилия. Мост протяжённостью 200 м имеет оригинальную конструкцию: состоит из двух отдельных мостов, верхнего и нижнего, по каждому из которых возможно движение поездов. По состоянию на 2020 год эксплуатируется только верхняя часть моста, по нижней части движение закрыто из-за её изношенности.
К 2022 году планируется реконструкция моста чешско-литовским консорциумом. Стоимость реконструкции оценивается в 12,5 млн евро, планируется привлечение финансовых средств Евросоюза.
В 9 км к юго-востоку от города находился бывший военный Йонавский аэродром.

## Авария на ПО «Азот»
20 марта 1989 года на производственном объединении «Азот», расположенном на восточной окраине города, в 4 км от жилого массива, в результате аварии и последующего пожара произошёл выброс в атмосферу отравляющих веществ (аммиака, хлора и пр.) в количествах, не имеющих аналогов в мировой практике. Эта авария официально считалась «первым случаем химического заражения местности в СССР».

## Население
| 2001    | 2002    | 2003    | 2004    | 2005    | 2006    | 2007    | 2008    | 2009    | 2010    | 2010[…] | 2011    |
| ------- | ------- | ------- | ------- | ------- | ------- | ------- | ------- | ------- | ------- | ------- | ------- |
| 34 968  | ↘34 678 | ↘34 478 | ↘34 282 | ↘34 036 | ↘33 450 | ↘32 994 | ↘32 626 | ↘32 270 | ↘31 725 | ↗34 056 | ↘30 777 |
| 2012    | 2013    | 2014    | 2015    | 2016    | 2017    | 2018    | 2019    | 2020    | 2021    | 2022    | 2023    |
| ↘30 187 | ↘29 679 | ↘29 353 | ↘29 031 | ↘28 568 | ↘27 804 | ↘27 042 | ↘26 722 | ↘26 423 | ↗27 381 | ↘26 934 | ↗27 134 |

В 1970 году в Ионаве проживало 14 563 человек, в 1979 году — 28 413; в 1989 году население составляло 36 520 жителей, в 2001 году — 34 954. Ионава - девятый по численности населения город Литвы.
| жителей | 600 | 5 000 | 4 115 | 5 500 | 5 000 | 14 563 | 28 413 | 36 520 |

## Галерея
- памятник Абрахаму Кульвецу
- Культурный центр
- Костел Святого апостола Якова
- Общественная библиотека
- Здание суда Ионавского района
- Гимназия "Сенамесчё"
- Самоуправление

## Города-побратимы
- Смела, Украина.

## Известные уроженцы
- Морис Винчевский — еврейский пролетарский поэт.
- Доминикас Галкявичюс — литовский футболист.
- Игорь Дивинский — российский государственный и политический деятель.
- Григорий Канович — русский писатель, переводчик, драматург, поэт, сценарист.
- Томас Микуцкис — литовский футболист, защитник сборной Литвы по футболу.
- Янина Мищюкайте-Бразайтене — литовская и советская эстрадная певица. Заслуженная артистка Литовской ССР.
- Миндаугас Синкявичюс — литовский политик, мэр Ионавы (2011—2016).
- Алексис Хургинас — литовский поэт и переводчик; заслуженный деятель культуры Литовской ССР.
- Андрюс Януконис — литовский предприниматель.